# Miguel Biada

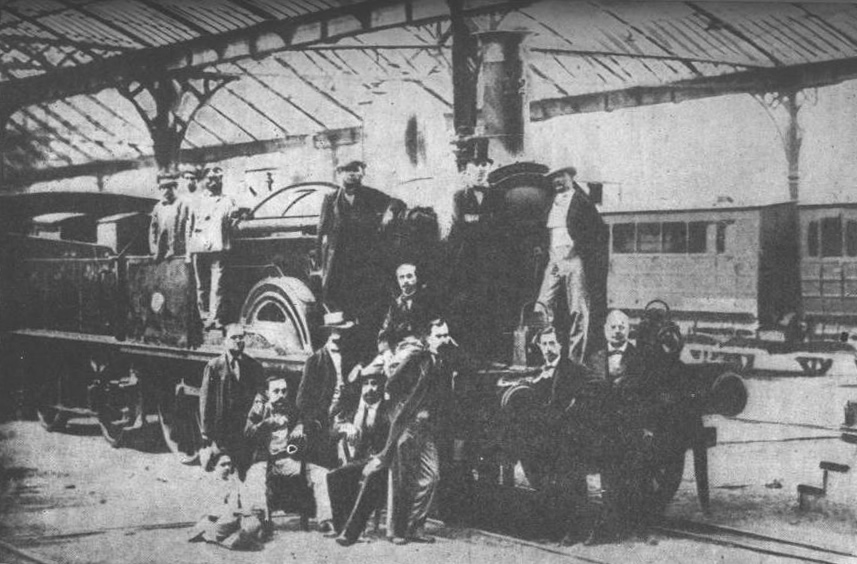
Fotografía de los directores de la línea Barcelona-Mataró, la primera línea de ferrocarril peninsular (1848) el día de su fusión con la línea de Granollers (1861)

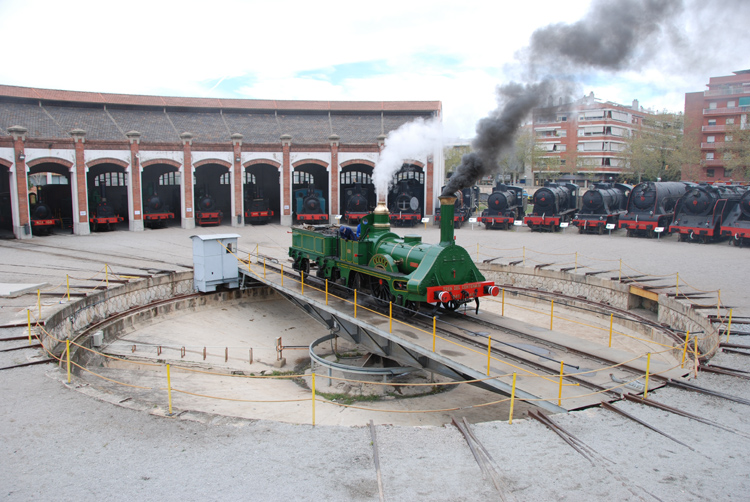
Locomotora que reproduce a la original del Ferrocarril Barcelona-Mataró y actualmente conservada en el Museo del Ferrocarril de Cataluña.

Miguel Biada y Buñol  (Mataró, 24 de noviembre de 1789 - Mataró, 2 de abril de 1848) fue un marino mercante español principal promotor del Ferrocarril Barcelona-Mataró (1848), el primer ferrocarril de Cataluña y de toda la España europea –en Cuba se había inaugurado en 1837–, aunque desde 1949 hay quien lo considera el primer ferrocarril de la península ibérica.
Fue el pequeño de trece hermanos, hijo del constructor Juan Bautista Viada y Teresa Bunyol. Fue bautizado en la parroquia de Santa María de Mataró el 24 de noviembre de 1789. Estudió en la Escuela Pía de Santa Ana de Mataró y se graduó en la Escuela de Pilotos de Arenys de Mar.

## Biografía

### Etapa en Maracaibo
Marchó en 1808 a Maracaibo (Venezuela), donde se dedicó al comercio marítimo de productos locales, especialmente cacao, añil, brasil, palo mora y cafè, en el ámbito antillano y con la península. Aunque se le ha relacionado con el tráfico de esclavos por opinar en la Junta de Comercio de Barcelona a favor de este sistema colonial de explotación, no hay ningún indicio documental de que se dedicase a tal negocio. Lo que sí está documentado a través de su propio testamento, es la posesión de varios esclavos en su casa de Cuba. Pronto se vio implicado en la guerra de independencia de Venezuela, y realizó diversas misiones en la defensa de las ciudades de Coro y Maracaibo, básicamente de transporte con su barco.
En el año 1815 regresó a Mataró para casarse con Teresa Prats Vilaseca, y al año siguiente nació su primer hijo, Miquel. En Venezuela la guerra parecía pacificada y en 1816 volvió a Maracaibo pero la violación del Tratado de Armisticio y Regularización de la guerra de Trujillo de 1820 motivó que en enero de 1821 fuese apresado por los insurrectos y enviado al exilio. Llegó arruinado a Mataró, donde en 1823 nació su segundo hijo, Salvador. 

### Etapa en La Habana
Poco después marchó de nuevo, esta vez a La Habana, que se había convertido en un próspero centro comercial por donde pasaban todas las mercancías de la excolonias con destino a España. Rehízo su fortuna con un negocio de exportación de cigarros, importación de alimentos y manufacturas, y de giro de letras junto con su sobrino Onofre Viada Balanzó. En 1825 nació en La Habana su tercer hijo Juan. En 1833 una epidemia de cólera se extendió por La Habana: Miguel Biada enfermó y se salvó, pero no así su esposa y sus dos hijos pequeños Casimiro y Cristina, de 4 y 2 años respectivamente, que fallecieron.
Mucho se ha especulado sobre las razones por las que escribía su apellido con B en vez de la V originaria, ya desde su etapa en Maracaibo. Cuando llegó a La Habana hacia 1825 el apellido estaba consolidado con la grafía B. Sin embargo la confusión con la grafía V perduró en algunos artículos de prensa, hasta mediados de siglo XX, que se refieren a él como Miguel «Viada».
Desde 1830 las élites de La Habana trataban de construir el primer tren cubano, el ferrocarril La Habana-Güines, destinado a facilitar el transporte del azúcar. En 1833 Miguel Biada formaba parte de una junta de empresarios formada a tal efecto, hasta que el intendente Claudio Martínez de Pinillos decidió realizarlo con fondos públicos a través de un empréstito de la banca inglesa. El ferrocarril fue inaugurado en 1837 hasta Bejucal y en 1839 hasta Güines.
Esta experiencia ferroviaria le animó a forjar un proyecto para construir un ferrocarril entre Barcelona y su ciudad natal Mataró, tal como testimoniaba el periodista Antonio Fajas Ferrer años más tarde: «Yo he oído de los labios del difunto D. Miguel Biada, mucho tiempo antes de su vuelta de la isla de Cuba, en una conversación animada que tuvo con algunos amigos que hoy forman parte del comercio de esta plaza (Barcelona), estando en el café de la Lonja de la Habana, estas palabras: Apuesto diez mil pesos que antes de transcurridos cuatro años de mi llegada a España, iremos desde Barcelona a Mataró en el ferro-carril que mandaremos construir»
Defendió desde el primer momento la causa liberal, realizando una colecta entre paisanos para financiar a las tropas de Isabel II de España en la primera guerra carlista. En 1838 fue nombrado caballero de la Orden de Isabel la Católica como premio a su fidelidad y esfuerzos en apoyo a las tropas españolas durante la guerra de independencia de Venezuela. Estuvo del bando del capitán general de Cuba, Miguel Tacón y Rosique (1834-1838) en su enfrentamiento político con el intendente Claudio Martínez de Pinillos. A su vez Tacón en 1837 nombró a Miguel Biada Capitán de la Compañía de voluntarios distinguidos del Comercio de La Habana.

### Retorno a Cataluña: construcción del tren Barcelona-Mataró
Cuando España parecía pacificada por el fin de la guerra, en 1840 retornó a Barcelona, donde tomó contacto con otros comerciantes a través de la Real Junta Particular de Comercio de Barcelona, entre los que procuró promover la construcción del ferrocarril Barcelona-Mataró. El retraso en que se encontraba el país, la ausencia de espíritu de progreso, la desconfianza por desconocimento del tren y sobre todo la inestabilidad política, hicieron difícil que cuajara la idea, hasta que en 1843 se formó un pequeño grupo de capitalistas que a través de la gestión de José María Roca Cabanas, catalán afincado en Londres, consiguió la concesión gubernamental, y fundó la empresa Camino de Hierro de Barcelona a Mataró (1845), de la que Miguel Biada era Tesorero. El primer ferrocarril de la España peninsular se inauguró el 28 de octubre de 1848 entre Barcelona y Mataró en un ambiente de júbilo popular y malestar por parte del gremio del transporte en diligencia.
Miguel Biada no pudo ver hecho realidad su proyecto ya que murió en Mataró, su ciudad natal, el 2 de abril de 1848. En seguida se reconoció públicamente su imprescindible papel como responsable económico de la empresa, que había superado las crisis financieras de 1846 y 1848 gracias a su esfuerzo y constancia.